# Effetto Snoek
In fisica dello stato solido, l'effetto Snoek è il fenomeno di rilassamento che si verifica nei metalli aventi struttura cristallina cubica a facce centrate e comporta un riassetto della struttura cristallina come risposta ad una deformazione locale, indotta da una sollecitazione direzionale che tende a fare migrare gli atomi presenti negli interstizi ottaedrici nella stessa direzione della sollecitazione.

## Descrizione
Gli atomi interstiziali sono distribuiti omogeneamente negli interstizi del reticolo cristallino (nel nostro caso negli interstizi ottaedrici). Se viene applicata, al cristallo, una tensione (o trazione) in una direzione specifica, ad esempio sulla asse Z, l'anisotropia dei punti dell'interstizio ottaedrico allineati lungo l'asse Z si riduce, mentre aumenta quella dei punti allineati lungo l'asse X e Y. Cioè si deforma la gabbia ottaedrica a seconda della direzione del disturbo applicato.
Questa deformazione può portare ad una riallocazione degli atomi interstiziali, tramite diffusione, dove la gabbia deformata non offre più lo spazio necessario. Questa diffusione termina al termine dello stress della tensione (o trazione) applicata, perché a questo punto si verifica di nuovo la riallocazione degli atomi allo stato iniziale (diffusione statistica). Ma questo è un processo breve nel tempo e gli effetti sono troppo veloci per essere misurati.
Un importante esempio di materiale, in cui è marcato l'effetto Snoek, è il ferro α contenente carbonio. In cui il carbonio è sito negli interstizi ottaedrici della struttura cristallina del ferro e viene riallocato se il ferro è sottoposto ad uno stress di trazione o tensione direzionale. Questa riallocazione ha un limite, se la gabbia ottaedrica diviene troppo deformata (lo stress è troppo elevato) si verifica la rottura delle celle e la conseguente fessurazione o rottura del materiale.

## Storia
La scoperta di questo effetto è attribuita allo scienziato olandese Jacob Louis Snoek.